# Ушкалка
Ушкалка (укр. Ушкалка) — село в Верхнерогачикской поселковой общине Каховского района Херсонской области Украины. Село расположено на Нижнерогачинском полуострове
Население по переписи 2001 года составляло 1044 человека.
Почтовый индекс — 74410. Телефонный код — 5545. Код КОАТУУ — 6521585501.

## Географическое положение
Расположена на берегу Каховского водохранилища, в 56 км к западу от районного центра — Верхний Рогачик, в 12 км от автодороги Херсон — Запорожье. Сельсовету подчинены села Бабино и Нижний Рогачик.
Возле села находится самая высокая точка Херсонской области высотой 101 метр.

## История
В ноябре — декабре 1905 года крестьяне сел Ушкалки, Бабина, Нижнего Рогачика разгромили экономию Романова в Верхнем Рогачике. В январе 1918 года в селе установлена советская власть.
Осенью 1941 года в Ушкальских плавнях действовал партизанский отряд под командованием местного жителя А. Г. Резниченко. Бойцами отряда были многие жители Ушкалки и соседних сел. На фронтах Великой Отечественной войны сражались с гитлеровцами 235 жителей села, 72 из них погибли. Орденами и медалями Союза ССР награждены 108 человек. В честь погибших советских воинов-односельчан сооружены памятники в Ушкалке, Бабино и Нижнем Рогачике.
В 1953 году в связи со строительством Каховской ГЭС Днепровские плавни были затоплены и часть села перенесена на возвышенность.
На окраинах Ушкалки, Бабина и Нижнего Рогачика выявлены остатки поселения эпохи неолита (IV тысячелетие до н. э.), поселение и могильник эпохи меди (III тысячелетие до н. э.), 4 поселения и погребения эпохи бронзы (II — начало I тысячелетия до н. э.), 5 поселений и погребения скифского времени и сарматов, найдена каменная скульптура кочевника XI—XIII вв..
С 1 марта 2024 года находится под оккупацией Российских войск.

## Местный совет
74410, Херсонская обл., Верхнерогачикский р-н, с. Ушкалка, ул. Резниченка, 100

## Известные жители
- Дунаевский, Моисей Александрович (1919—1992) — советский военный, проректор Харьковского государственного института культуры, учился в местной школе[3].